# معرض سنغافورة الوطني
معرض سنغافورة الوطني (بالإنجليزية: National Gallery Singapore)‏، ويُعرف محليا باسم المعرض الوطني (بالإنجليزية: National Gallery)‏، هُو مؤسسة عامة ومتحف وطني للفنون والثقافة يقع في المقاطعة المدنية [الإنجليزية] في سنغافورة، ويحتوي على أكثر من 9000 معروض. بلغت ميزانية تطوير المتحف حوالي 532 مليون دولار سنغافوري.
يهدف المعرض إلى توفير فهم وتقدير للفن والثقافة من خلال مجموعة متنوعة من الوسائط، مع التركيز على الثقافة المحلية لسنغافورة وتراثها وارتباطها بالثقافات الآسيوية الأخرى والعالم. يتكون المعرض من مبنيين هُما مبنى المحكمة العليا السابق [الإنجليزية] ومبنى مجلس المدينة السابق [الإنجليزية]، وتبلغ مساحتهما الإجمالية 64,000 متر مربع (690,000 قدم2)، مما يجعل المعرض أكبر متحف في سنغافورة.
يُعتبر معرض سنغافورة الوطني أحد أكبر المتاحف والمعارض الفنية في سنغافورة والمنطقة، وذلك نظرا لاتساع وضخامة المجموعات المعروضة فيه. إضافة لذلك، يُعد المتحف أحد أكثر المتاحف الفنية زيارة في العالم، بعدد زوار يُقارب المليونين سنويًا. كما أن الدخول للمعرض بالمجان للمُواطنين السنغافوريين والمقيمين الدائمين بالبلد.
يضم المعرض الوطني أيضًا العديد من المطاعم التي حازت على جوائز عالمية، من بينها مطعم أوديت [الإنجليزية] الذي يُصنف على أنه أحد أفضل المطاعم في آسيا، بالإضافة إلى حصوله على ثلاث نجوم ميشلان.

## تاريخ

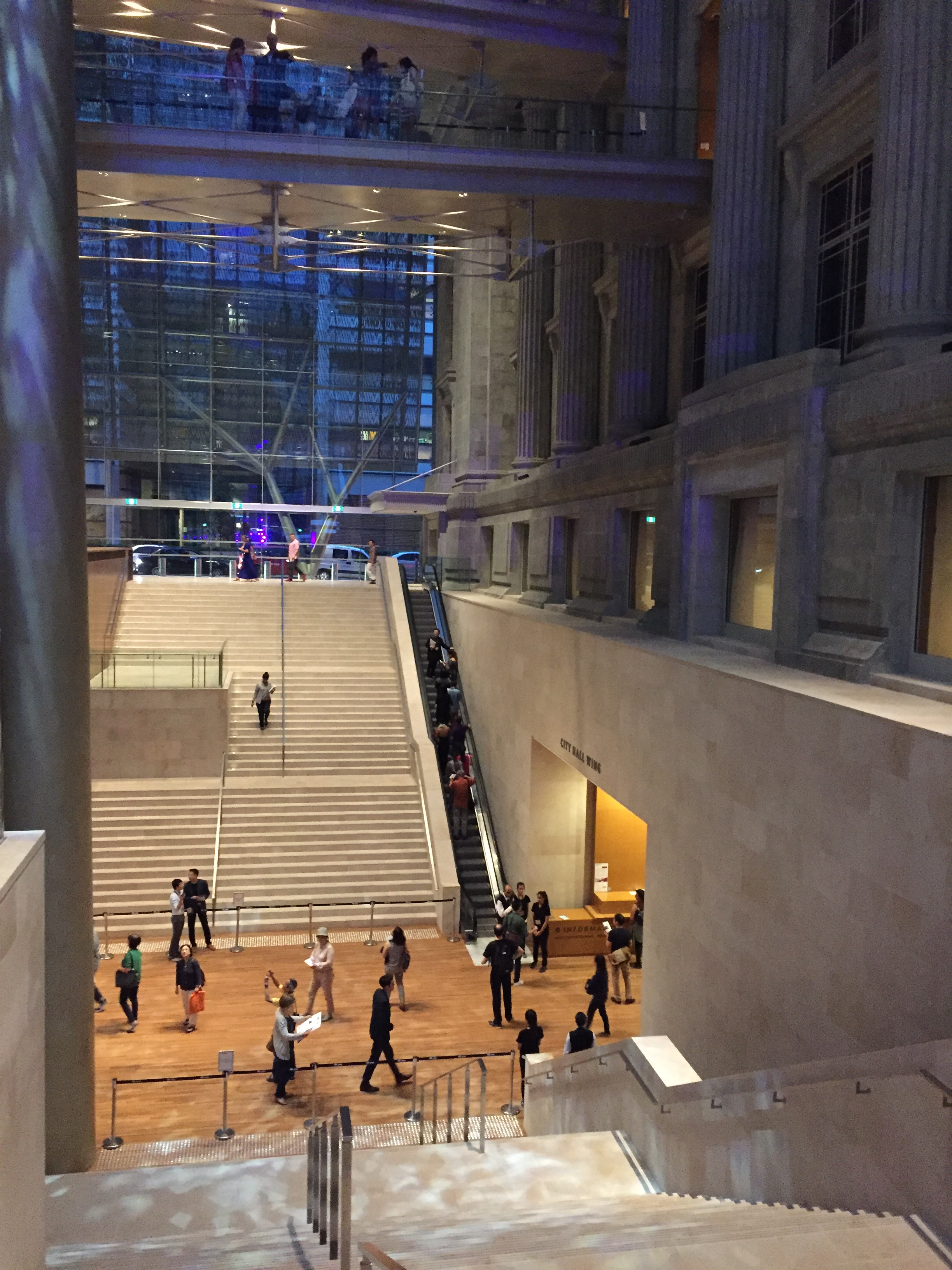
ردهة بادانغ.

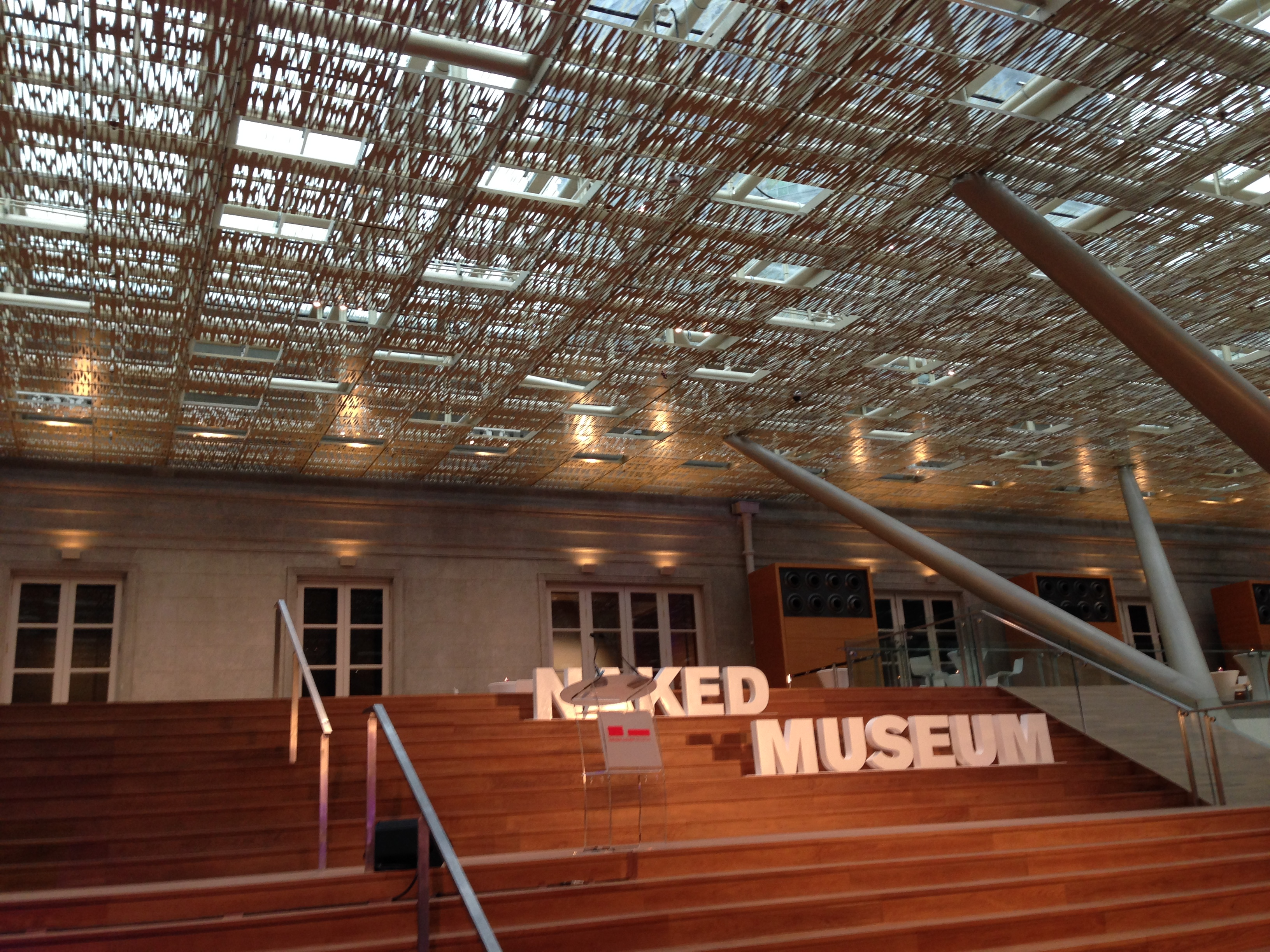
شرفة مبنى المحكمة العليا.

### التخطيط
في خطاب يوم العيد الوطني لسنغافورة [الإنجليزية] في 21 أغسطس 2005، أعلن رئيس الوزراء لي هسين لونغ عن خطة الحكومة تحويل مبنى المحكمة العليا السابق ومبنى مجلس البلدية سابقا إلى معرض وطني جديد. في 2 سبتمبر 2006، أعلن لي بون يانغ [الإنجليزية]، وزير الإعلام والاتصالات والفنون رسميًا عن إنشاء المعرض الوطني بسنغافورة، وذلك خلال بينالي سنغافورة [الإنجليزية] لتلك السنة الذي أُقيم في متحف البلاد الوطني.
شرعت وزارة الإعلام والاتصالات والفنون آنذاك في تمكين الأطراف المهتمة من المساهمة بخبراتهم وآرائهم في المشروع. بحيث أشرفت لجنة توجيهية، ترأسها في البداية وزير الخارجية ووزير الإعلام والاتصالات والفنون السابق بالاجي ساداسيفان، على خطة تنفيذ مشروع المعرض الوطني. حظيت هذه اللجنة بدعم لجنة تنفيذية وأربع مجموعات استشارية كان دورها تقديم المشورة بشأن علم المتاحف والمحافظة المعمارية والتمويل والاتصالات.

### مسابقة التصميم
في 23 فبراير 2007، أطلقت وزارة الإعلام والاتصالات والفنون بالشراكة مع معهد سنغافورة للمُهندسين المعماريين مسابقة لاختيار التصميم المعماري المُلائم للمعرض مُكونة من مرحلتين. خلال المرحلة الأولى من المسابقة فُتح الباب لتقديم التصاميم المقترحة، حيث بدأت في 19 مارس بجولة في المبنيين للمُهندسين المعماريين المُتنافسين، بغرض استكشاف المبنيين وأخذ أفكار وتصورات عن عملهم. توصلت لجنة التحكيم خلال أطوار المسابقة بما مجموعه 111 مشاركة من 29 دولة حول العالم، اختُصرت بعد الفرز في مايو 2007 إلى قائمة من خمسة مقترحات. تألفت لجنة التحكيم من شخصيات بارزة محلية ودولية، برئاسة تومي كوه سفير سنغافورة المتجول [الإنجليزية] ورئيس مجلس التراث الوطني [الإنجليزية]، كما ضمت مسؤولين من هيئة إعادة التهيئة الحضرية [الإنجليزية] ومن متحف الحضارات الآسيوية ومن متحف غيمي [الإنجليزية] في فرنسا.
خلال المرحلة الثانية، كان على المُرشحين الخمسة المُختارين خلال المرحلة الأولى تطوير تصميماتهم، والتي من خلال شكلها النهائي ستختار لجنة التحكيم التصميم الفائز. نظرًا لكون مبنى المحكمة العليا السابق ومبنى مجلس المدينة مُصنفين كتراث وطني، لم يكُن مُمكنا تغيير بعض تفاصيل المبنيين، مثل الواجهة ومكتب رئيس الوزراء المُؤسس والألواح في أربع غرف من غُرف المحكمة العليا. كان على المشاركين أيضًا تقديم تصاميم في حدود ميزانية قدرها 320 مليون دولار سنغافوري.
في 29 أغسطس 2007، أعلنت لجنة التحكيم الدولية المُكونة من سبعة أعضاء عن أفضل ثلاثة تصميمات من بين التصاميم الخمسة الذين اختيروا ضمن القائمة المختصرة. كانت التصميمات الفائزة لكُل من مُهندسي شركة استوديو ميلو للهندسة المعمارية الفرنسية ومُهندسي شركة هو + هو (بالإنجليزية: Ho + Hou)‏ من تايوان ومُهندسي شركة تشان سو يان وشركائه من سنغافورة، حيث حصل كل من الفرق الثلاث على جائزة 150 ألف دولار. اتخذت لجنة التحكيم قرارها بعد تقييمها للتصاميم وبعد العروض التقديمية التي قدمها المُشاركون، إضافة إلى جلسة أسئلة وأجوبة أجرتها مع المُشاركين الخمسة. الشركتان الأخريان اللتان اختيرتا في القائمة المختصرة خلال المرحلة الأولى كانتا شركتي دي بي للهندسة المعمارية من سنغافورة وسمارت ديزاين استوديو من أستراليا.
في أكتوبر 2007، أقيم معرض للتصاميم الخمسة المُتأهلة للمرحلة النهائية في مجلس المدينة، ودُعي الجمهور لإبداء ملاحظاتهم حول تلك التصاميم. رفعت لجنة التحكيم قرارها إلى وزارة الإعلام والاتصالات والفنون، حيث أن هذه الأخيرة هي من قررت الجهة التي ستُكلف بتصميم وبناء المعرض الوطني. أُعلن عن التصميم النهائي الفائز في الربع الأول من سنة 2008.

### الفائز في المسابقة وأعمال البناء
في مايو 2008، اختيرت شركة استوديو ميلو فرع سنغافورة، بالشراكة مع شركة سي بي جي للاستشارات السنغافورية، لتصميم وبناء المعرض الوطني.
شركة استوديو ميلو للهندسة المعمارية هي شركة هندسة معمارية فرنسية، لها فرعان واحد في باريس والآخر في سنغافورة، ومُتخصصة في تصميم المتاحف والمراكز الثقافية.
شركة سي بي جي للاستشارات هي شركة تابعة لشركة سي بي جي كوربورايشن [الإنجليزية]، وهي شركة استشارات متعددة التخصصات مقرها في سنغافورة. تتمتع هذه الأخيرة بخبرة واسعة في مجال ترميم وحفاظ المباني التراثية والتارخية، وهي لحد الآن اشتغلت على أكثر من 20 مشروع مُماثل في سنغافورة.
ركز تصميم شركة استوديو ميلو للهندسة المعمارية على إنشاء كانوبي خطي مدعوم بأعمدة تُشبه الأشجار لربط مبنى المحكمة العليا السابق ومبنى مجلس المدينة السابق على مستوى السقف. كما تضمن أيضا إنشاء دُرج يربط الطابق السفلي بالطوابق العليا، إضافة إلى توظيف الطاقة الشمسية في توفير الكهرباء.
في 21 ديسمبر 2010، عُينت شركة تاكيناكا كوربورايشن [الإنجليزية] كمُقاول رئيسي للمعرض الجديد. بدأ مشروع البناء في يناير 2011، وفتح المعرض أبوابه للجمهور رسميًا في 24 نوفمبر 2015.

## المباني

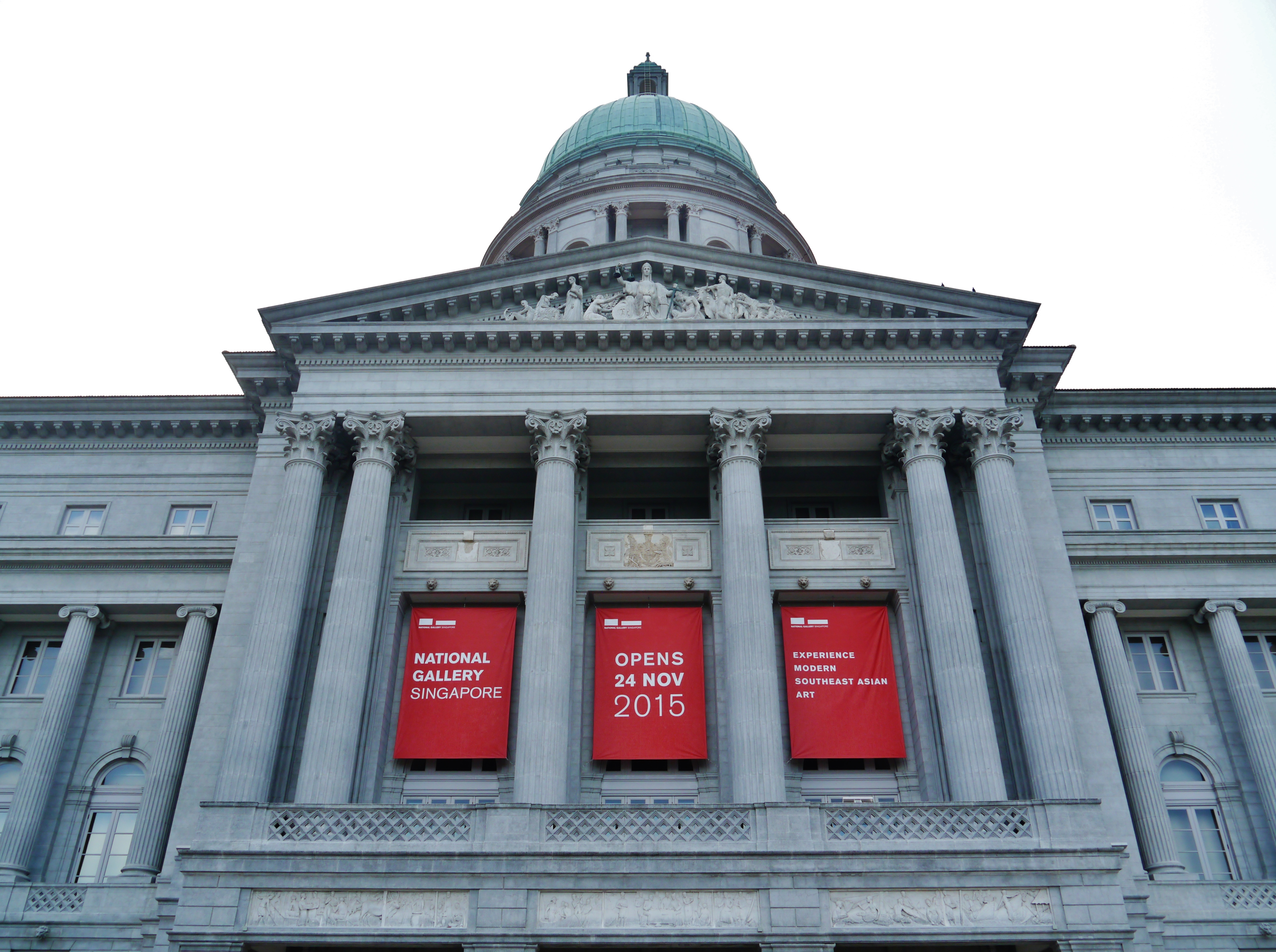
الواجهة الخارجية

يتألف المُتحف من مبنيين هُما مبنى المحكمة العُليا السابق ومبنى مجلس المدينة سابقا، وكلاهما مُصنف ضمن قائمة الآثار الوطنية لدورهما المحوري في تاريخ سنغافورة، ويقعان أمام ميدان بادانغ [الإنجليزية]. دُمج المبنيان في تصميم المعرض الوطني الجديد من خلال بناء طابق سفلي جديد وإنشاء جسر يربط المبنيين ببعض، في شكل دمج بين العمارة القديمة والجديدة.
بُني مبنى المحكمة العليا [الإنجليزية] السابق مكان فندق أوروبا الكبير (بالفرنسية: Grand Hotel de l'Europe)‏، والذي كان واحدا من أعرق وأفخم الفنادق في منطقة جنوب شرق آسيا قبل أن يُهدم سنة 1936. صمم كبير المهندسين المعماريين في إدارة الأشغال العامة فرانك دورنغتون وارد مبنى المحكمة العليا، وقد ضم هذا المبنى حينها مكاتب وقاعات وافتُتح في 3 أغسطس 1939. ظلت المحكمة العليا السنغافورية في هذا المبنى حتى 20 يونيو 2005، حين نُقل كل شيء للمبنى الجديد. تتوافق الهندسة المعمارية لمبنى المحكمة العليا السابق مع هندسة مبنى مجلس المدينة، في نمط معماري يُؤرخ للحقبة الاستعمارية البريطانية، ويتألف المبنى من أربع أقسام تحيط بقاعة مستديرة مركزية تعلوها قُبة، وقد كانت هذه القاعة تُستخدم حينها كمكتبة قانونية. كانت شركة يونايتد إينجنيرز المحدودة وقتها المقاول الرئيسي لمشروع البناء. يضُم المبنى أيضا أعمدة وفق النظامين الكورنثي والأيوني ومنحوتات من أعمال الفنان الإيطالي رودولفو نولي [الإنجليزية].
شُيد مبنى مجلس المدينة السابق [الإنجليزية] خلال الفترة من 1926 إلى 1929، وقد كان يُسمى في الأصل باسم مبنى البلدية. صُمم المبنى على يد المُهندسين البريطانيين أ. غوردن وإس دي. ميدووز، واستُخدم وقتها لإيواء مكاتب المجلس البلدي، الذي كان مسؤولاً عن توفير المياه والكهرباء والغاز وتأهيل الطرق والجسور وإنارة الشوارع. خلال الفترة من 1963 إلى 1991، ضم المبنى أيضا العديد من الدوائر الحكومية، وقد أُخلي تماما سنة 2006. شهد مبنى مجلس المدينة العديد من الأحداث التاريخية، حيث في 12 سبتمبر 1945، قبل الأدميرال اللورد لويس مونتباتن طلب استسلام القوات اليابانية نيابة عن قوات الحلفاء.
ضم المبنى أيضًا مكتب لي كوان يو، أول رئيس وزراء لسنغافورة. وقد أدى كوان يو وأعضاء حكومته اليمين الدستورية في 5 يونيو 1959 في قاعة مجلس المدينة. في 14 فبراير 1992 أُعلن في الجريدة الرسمية عن إضافة المبنى لقائمة المآثر الوطنية. يُعد التصميم الأصلي لمبنى البلدية مثالًا نموذجيًا على العمارة البريطانية الكلاسيكية الجديدة، حيث تتميز واجهته الأمامية بثمانية عشر عمودًا يتبعون النظام الكورنثي.

## صالات العرض

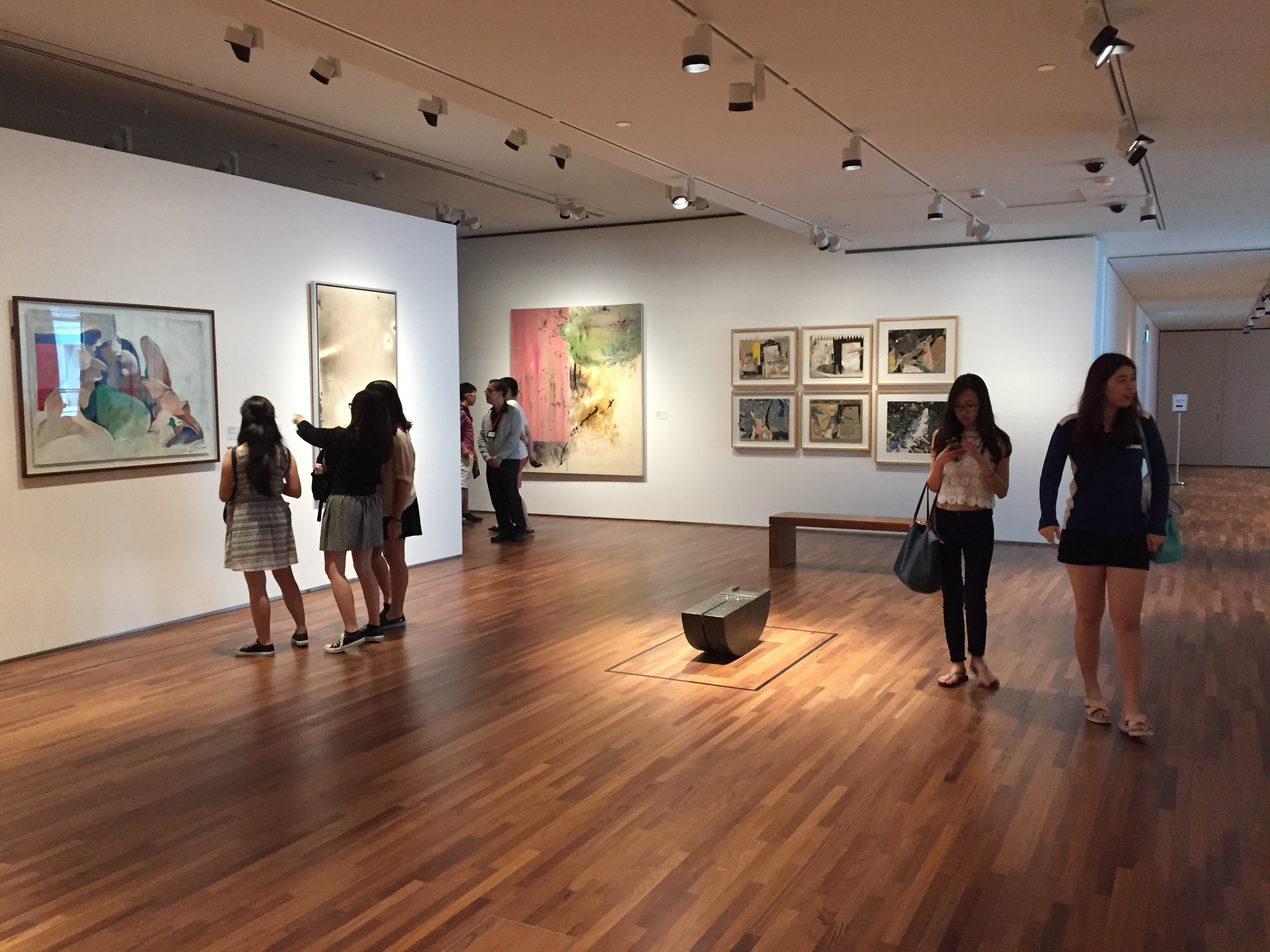
معرض في الطابق الثاني

تتواجد بمعرض سنغافورة الوطني معروضات من الفن الحديث والمعاصر، غالبيتها من الفن السنغافوري وفنون منطقة جنوب شرق آسيا ابتداء من القرن التاسع عشر وحتى يومنا هذا. هذه المعروضات تُؤرخ لتطور الثقافتين السنغافورية والجنوب شرق آسيوية، اجتماعيا واقتصاديا وسياسيا.
يعتمد المعرض بشكل أساسي على مجموعة سنغافورة الوطنية، وهي أكبر مجموعة عامة [الإنجليزية] في العالم للفن الحديث والمعاصر في منطقة جنوب شرق آسيا. بدأت المجموعة الوطنية بتركة أصلية من 93 عملاً منحها المُصور الفوتوغرافي لوك وان ثو [الإنجليزية] للمتحف الوطني سنة 1976. نمت هذه المجموعة لتصل إلى ما يقرُب 8000 قطعة سنة 2010، ويتولى مجلس التراث الوطني حاليا مُهمة الوصاية على هذه المجموعة. تُعرض في معرض سنغافورة الوطني حاليا أعمال لكبار الفنانين السنغافوريين على غرار جورجيت تشين وتشين تشونغ سوي [الإنجليزية] وتشين وين هسي [الإنجليزية] وتشيونغ سو بينغ [الإنجليزية] وليو كانغ. تتنوع المعروضات داخل المتحف ما بين اللوحات الطبيعية من أوائل القرن العشرين إلى تركيبات الفيديو [الإنجليزية] المعاصرة. تُعرض في المتحف أيضا أعمال لفنانين مشهورين من منطقة جنوب شرق آسيا، على غرار الفنان الإندونيسي أفاندي [الإنجليزية] والفنان الماليزي لطيف محيي الدين [الإنجليزية] والفنان الفيتنامي لو فو والفنان التايلاندي مونتين بونما، إلى جانب الفنان الفلبيني فرناندو كويتو أمورسولو [الإنجليزية] والرسام الإندونيسي رادن صالح.

### معرض سنغافورة

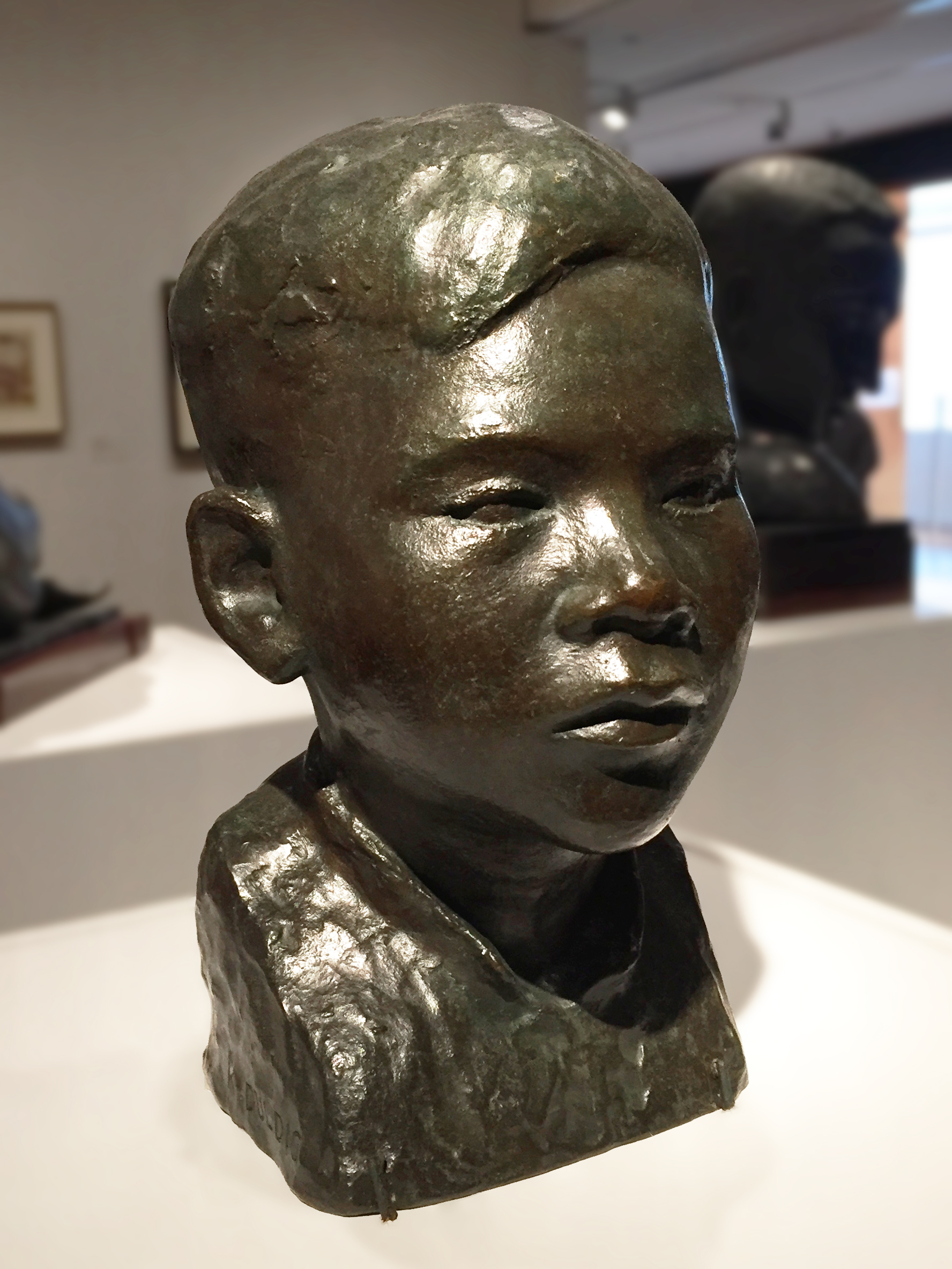
صبي الملايو (1939) للفنان كارل دولديغ

يُعد قسم سنغافورة من المعرض منصة لدراسة وتقديم الهوية الثقافية والجمالية لسنغافورة من الفترة القديمة وحتى يومنا هذا.

### معرض جنوب شرق آسيا
يقع معرض جنوب شرق آسيا في مبنى المحكمة العليا السابق، ويعرض تاريخ الفن الجنوب شرق آسيوي بدءًا من القرن التاسع عشر.

### فضاء البحوث
تُكمل هذه المعارض المعارض الأساسية، حيث تُوفر مساحة للمُنسقين والباحثين لتجربة طرق جديدة في عرض مُحتويات المتحف.

### فضاء التبادل
تبلغ مساحة هذا القسم حوالي 6,000 متر مربع (65,000 قدم2) من لاستضافة معارض السفر الدولية.

### المستندات
أحد البرامج العامة التي يُقدمها المعرض هو برنامج المستندات، وهو عبارة عن ورشة عمل تدريبية في الفن والتاريخ والثقافة. يسعى البرنامج إلى تنمية مجموعة من المُرشدين المتطوعين، بحيث يتم تدريبهم على التحدث أمام الجمهور، وتكوينهم لامتلاك معرفة واسعة بالفن السنغافوري وفن منطقة جنوب شرق آسيا ككُل، وأيضا معلومات حول الهندسة المعمارية لمبنى المعرض وتاريخه.

## مركز كيبل للتربية الفنية
مركز كيبل للتربية الفنية هو مرفق تعليمي خاص بالعائلات والمدارس، حيث يوفر بيئة فنية تُحفز الخيال وتشجع اللعب النشط وتدعم التعلم المستقل.
يُمكن المركز الأطفال والطلاب الصغار من تجربة والتفاعل مع الأعمال الفنية، بُغية تطوير مهارات الملاحظة والاستكشاف باللمس لديهم.
يقدم مركز كيبل للتربية الفنية أيضًا برامج تشمل سلسلة مُنتظمة من ورش عمل ولقاءات مع فنانين وعروض تقديمية يؤطرها منسقو المعرض، فضلاً عن البرامج المجانية التي يُقدمها الفنانون والقيمون ومُعلمو المعرض.

## العروض داخل المعرض
احتضن معرض سنغافورة الوطني معرضا أُطلق عليه اسم "الهدية" (بالإنجليزية: The Gift)‏ خلال الفترة من 20 أغسطس إلى 9 نوفمبر 2021. جاء هذا المعرض نتيجة شراكة بين ثلاث مؤسسات فنية أخرى هي، معرض إندونيسيا الوطني ومتحف مايام للفن المعاصر في تايلاند ومُؤسسة متاحف الدولة والمعرض الوطني في برلين مُمثلة في معهد جوته، حيث عرضت كُل مؤسسة متحفية مجموعة مختارة من الأعمال.
خلال منتصف سنة 2022، استضاف معرض سنغافورة الوطني معرضًا كبيرًا تحت عنوان "من أي وقت مضى: فن الشعوب الأولى في أستراليا" (بالإنجليزية: Ever Present: First Peoples Art of Australia)‏ ، عُرضت خلاله أعمال تُجسد الفن المعاصر لسكان أستراليا الأصليين [الإنجليزية].
| المعرض                         | الفنان        | فترة المعرض                   |
| ------------------------------ | ------------- | ----------------------------- |
| الهدية (بالإنجليزية: The Gift)‏ | مجموعة متنوعة | 20 أغسطس 2021 - 9 نوفمبر 2021 |

## المعارض التي أقيمت في متحف سنغافورة للفنون
خلال فترة انتظار انتهاء أشغال تجديد مبنى معرض سنغافورة الوطني الجديد، أقام المعرض العديد من المعارض في متحف سنغافورة للفنون. هذه المعارض هي كالآتي:
| المعرض                                                               | الفنان                                         | فترة المعرض | مراجع  |
| -------------------------------------------------------------------- | ---------------------------------------------- | --- | ------ |
| إن/سايت: الفن التجريدي للفنان وو غوان تشونغ وفنانين من جنوب شرق آسيا | وو غوان تشونغ [الإنجليزية] ومجموعة من الفنانين | 17 أغسطس 2013 - 30 أبريل 2014                                                                                             |        |
| رؤية الطائرة الورقية مرة أخرى: الجزء الثاني                          | وو غوان تشونغ [الإنجليزية]                     | 3 مايو 2012 - 5 مايو 2013                                                                                                 |        |
| ليو كانغ: احتفال بالذكرى المئوية                                     | ليو كانغ                                       | 29 يوليو 2011 - 16 أكتوبر 2011                                                                                            | [ 44 ] |
| معرض المقتنيات البارزة                                               | متنوع                                          | أعمال تان أوي بانغ: 18 أبريل 2011 - 5 فبراير 2012 أعمال آرثر ياب وتاي تشي توه وتشيا واي هون: 7 ديسمبر 2010 - 27 مارس 2011 |        |
| في ذكرى وو جوان تشونغ: رؤية الطائرات الورقية مرة أخرى                | وو غوان تشونغ [الإنجليزية]                     | 14 ديسمبر 2009 - 1 مايو 2011                                                                                              |        |
| تشيونغ سو بينغ: جلب العوالم                                          | تشيونغ سو بينغ [الإنجليزية]                    | 15 سبتمبر 2010 - 26 ديسمبر 2010                                                                                           | [ 45 ] |
| قصة يه تشي وي                                                        | يه تشي وي                                      | 27 مايو 2010 - 12 سبتمبر 2010                                                                                             | [ 46 ] |
| الواقعية في الفن الآسيوي                                             | متنوع                                          | 9 أبريل 2010 - 4 يوليو 2010                                                                                               | [ 47 ] |

## معارض خارج سنغافورة
إلى جانب العروض داخل سنغافورة، عُرضت المجموعة الوطنية لمتحف سنغافورة الوطني خلال العديد من المتاحف والمعارض الدولية في الأمريكتين وأوروبا وآسيا. هذه المعارض هي كالآتي:
| المعرض                                        | المكان                      | الفترة                          | الأعمال المعروضة | مراجع  |
| --------------------------------------------- | --------------------------- | ------------------------------- | --- | ------ |
| آندي وارهول: 15 دقيقة أبدية                   | متحف علوم الفن              | 17 مارس إلى 12 أغسطس 2012       | ريدزا بياداسا [الإنجليزية]، 1991، فتاة ملاوية في وضعية الجلوس، وسائط مختلطة على ورق، 33 × 65 سم، من مجموعات مجلس التراث الوطني                                           | [ 48 ] |
| نشأة الفن السنغافوري وتطوره                   | متحف فوكوكا للفنون الآسيوية | 29 مارس إلى 26 يونيو 2012       | أعمال فنية مختارة للفنانين السنغافوريين ليم هاك تاي وتشيونغ سو بينغ | [ 49 ] |
| الشرق يلتقي الغرب - معرض لوحات وو غوانغ تشونغ | متحف تشجيانغ للفنون         | من 20 نوفمبر إلى 25 ديسمبر 2010 | 76 عملاً فنياً من المعرض من مجموعة مجلس التراث الوطني في سنغافورة. كانت مساهمة سنغافورة في أعمال وو غوانغ تشونغ ثاني أكبر مساهمة من بين المؤسسات الفنية الثمانية المشاركة. | [ 50 ] |

## في الثقافة الشعبية
ظهر المعرض خلال الموسم الثالث [الإنجليزية] من مُسلسل وست وورلد الذي أنتجته شبكة إتش بي أو.

## أنظر أيضا
- مجلس التراث الوطني [الإنجليزية]
- متحف سنغافورة للفنون
- متحف سنغافورة الوطني

## لقراءة متعمقة
- Ministry of Information, Communications and the Arts (Singapore) (14 مايو 2007). "Five Design Teams Shortlisted for Singapore's National Art Gallery Architectural Design Competition" (PDF). وزارة الاتصالات والمعلومات (سنغافورة). مؤرشف من الأصل (PDF) في 2007-06-13. اطلع عليه بتاريخ 2007-08-31.
- "Announcement of Top Three Winning Design Teams for the National Art Gallery of Singapore". حكومة سنغافورة. 29 أغسطس 2007. مؤرشف من الأصل في 2007-09-27. اطلع عليه بتاريخ 2007-08-31.

## فهرس
- المعرض الوطني للفنون، سنغافورة، 2009. تصوير الضوء والحركة: فن أنتوني بون. (ردمك 978-981-08-3545-3)رقم ISBN 978-981-08-3545-3
- يو وي وي (محرر)، 2010. الواقعية في آسيا المجلد الأول. المعرض الوطني للفنون، سنغافورة. (ردمك 978-981-08-5349-5)رقم ISBN 978-981-08-5349-5
- المعرض الوطني للفنون، سنغافورة، 2010. قصة يه تشي وي. (ردمك 978-981-08-5026-5)رقم ISBN 978-981-08-5026-5
- غريس تنغ، سينغ يو جين ويو وي وي، 2010. تشيونغ سو بينغ: رؤى لجنوب شرق آسيا. المعرض الوطني للفنون، سنغافورة. (ردمك 978-981-08-6422-4)رقم ISBN 978-981-08-6422-4
- يو وي وي ويي شوفانغ، 2010. سمك مملح. المعرض الوطني للفنون، سنغافورة. (ردمك 978-981-08-6444-6)رقم ISBN 978-981-08-6444-6
- المعرض الوطني للفنون، سنغافورة، 2010. عندما أكبر أريد أن أرسم مثل تشيونغ سيو بينغ. (ردمك 978-981-08-6888-8)رقم ISBN 978-981-08-6888-8
- سارة سيو (محرر)، 2011. ليو كانغ: مقالات عن الفن والثقافة. المعرض الوطني للفنون، سنغافورة. (ردمك 978-981-08-7675-3)رقم ISBN 978-981-08-7675-3
- يو وي وي (محرر)، 2011. سلسلة الفنانين الآسيويين - ليو كانغ: حداثي ملون. المعرض الوطني للفنون، سنغافورة. (ردمك 978-981-08-8675-2)رقم ISBN 978-981-08-8675-2
- المعرض الوطني للفنون، سنغافورة، 2011. عندما أكبر أريد أن أرسم مثل ليو كانغ. (ردمك 978-981-08-7997-6)رقم ISBN 978-981-08-7997-6
- ناتالي هينيديج، 2012. كوكو العظيم. المعرض الوطني للفنون، سنغافورة. (ردمك 978-981-08-8758-2)رقم ISBN 978-981-08-8758-2
- هو لي لينغ، 2013. من هو تشيونغ سيو بينغ؟ المعرض الوطني للفنون، سنغافورة. (ردمك 978-981-07-5678-9)رقم ISBN 978-981-07-5678-9
- سارة سيو، 2013. فن رائع. المعرض الوطني للفنون، سنغافورة. (ردمك 978-981-07-4372-7)رقم ISBN 978-981-07-4372-7
- ميتشتيلد ويدريش، 2016. المتحف العاري. المتحف العاري: الفن والعمران والموقع العالمي في سنغافورة، مجلة الفن، 75: 2، 46-65.

## وصلات خارجية
- الموقع الرسمي
- جولة افتراضية تفاعلية بتقنية 360 داخل معرض سنغافورة الوطني
- جولة افتراضية داخل معرض سنغافورة الوطني مُقدمة فنون وثقافة جوجل